# Juri Sergejewitsch Piwowarow

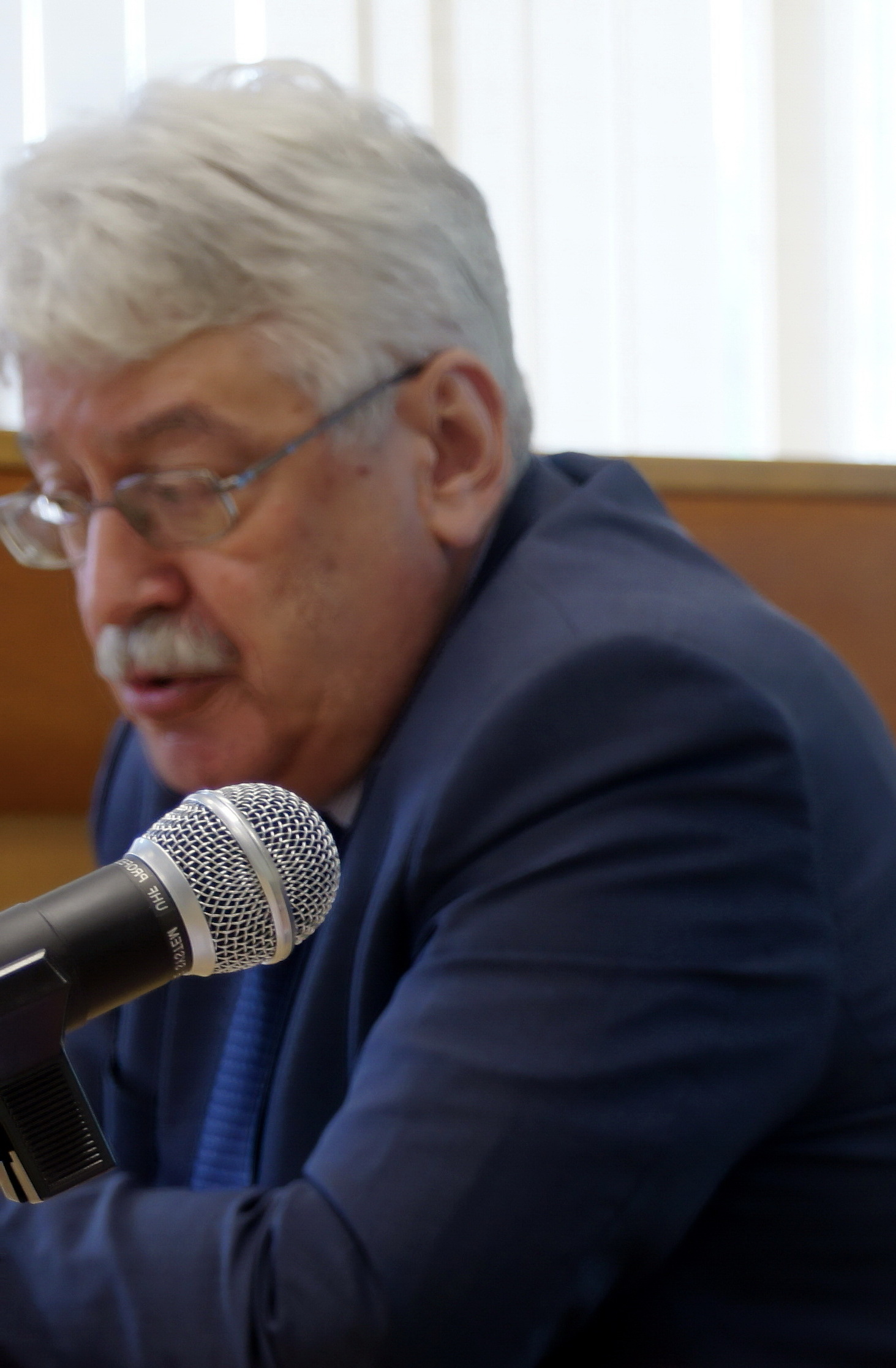
Juri Sergejewitsch Piwowarow, 2014

Juri Sergejewitsch Piwowarow, russisch Ю́рий Серге́евич Пивова́ров (* 25. April 1950 in Moskau) ist ein russischer Historiker und Politikwissenschaftler.

## Leben
Bis 1972 studierte Piwowarow am Staatlichen Moskauer Institut für Internationale Beziehungen, danach bis 1975 am Institut für Weltwirtschaft und internationale Beziehungen. Seit 1976 arbeitet er im gesellschaftswissenschaftlichen Zweig der Russischen Akademie der Wissenschaften, dem Institut Naučnoj Informacii po Obščestvennym Naukam (russisch Институт научной информации по общественным, INION). Er war seit 1998 Direktor dieses Instituts. 1997 wurde er korrespondierendes und 2006 Vollmitglied der Russischen Akademie der Wissenschaften.
2015, nach dem Großbrand in der dortigen Bibliothek, wurde ihm vorgeworfen, er habe fahrlässig gehandelt. Aufgrund dessen und durch politischen Druck trat er von seinem Amt zurück und ist nun wissenschaftlicher Leiter des Instituts.
Piwowarow sagte 2025 Hitlers und Stalins Totalitarismus seien die Grundlage des heutigen Totalitarismus in Russland.

## Werke (Auswahl)
- Juri Piwowarow: Russkoe nastojaščee i sovetskoe prošloe. Centr Gumanitarnych Iniciativ, Moskva, Sankt-Peterburg 2014, ISBN 978-5-98712-202-0, S. 332 (russisch).
- Juri Piwowarow, Andrej Fursow: Die KPdSU und das kommunistische System: Zum Prozeß über das Verbot der KPdSU vor dem russischen Verfassungsgericht. Köln 1993, S. 40.
- Juri Piwowarow: Russkaja politika v eë istoričeskom i kulʹturnom otnošenijach. ROSSPĖN, Moskva 2006, ISBN 5-8243-0726-1, S. 166 (russisch).